# Victor Lewis
Victor Lewis (Omaha, 20 mei 1950) is een Amerikaanse jazzdrummer.

## Voorgeschiedenis
De uit een muzikale familie afkomstige Lewis begon op 10-jarige leeftijd aan een cello-opleiding, maar wisselde spoedig naar de drums. Daarnaast studeerde hij ook klassieke piano. Zijn vader was saxofonist en zijn moeder zangeres en pianiste. Op 15-jarige leeftijd begon hij professioneel op te treden in Omaha en begeleidde hij ook Hank Crawford. Daarna studeerde hij aan de universiteit van Nebraska klassieke drums.

## Carrière
In 1974 verhuisde hij naar New York. Tijdens zijn eerste optreden met de band van Buster Williams ontmoette hij Woody Shaw, bij wiens band hij zich enkele maanden later voegde en met wiens album The Moontrane hij zijn platendebuut had. Er volgden talrijke verdere opnamen. Daarnaast werkte hij met muzikanten als Joe Farrell, Earl Klugh, Hubert Laws, Carla Bley en David Sanborn. Met Sanborn nam hij zijn eerste eigen composities Seventh Avenue en Sophisticated Squaw (Agaya) op.
In 1980 verliet Lewis Shaws band en voegde hij zich bij de band van Stan Getz, waarbij hij bleef tot aan diens overlijden in 1991. Hij nam met hem meerdere albums en video's op. Daarnaast werkte hij eind jaren 1980 met muzikanten als Kenny Barron, Art Farmer, J.J. Johnson, Mike Stern, John Stubblefield, Grover Washington Jr., The Manhattan Jazz Quintet en Bobby Hutcherson. Hij was ook betrokken bij de opvoering van Epitaph van Charles Mingus.
Met Bobby Watson leidde hij de band Horinzon, waarmee hij wereldwijd optrad en waarmee hij onder andere het album Present Tence opnam. In 1991 werkte hij als gastmuzikant mee aan het album Underground van het blazersensemble Twenty-Ninth Street Saxophone Quartet. Bovendien is hij sinds de oprichting daarvan lid van het Kenny Barron Quintet, nam hij op met muzikanten als Gary Bartz, Eddie Henderson, Johnny Griffin, Janis Siegel, Larry Willis, John Hicks en Abbey Lincoln en nam hij een jazzpedagogisch album op met Fred Lipsius. Sinds 2003 geeft hij les in jazzdrummen aan de Rutgers-universiteit in New Brunswick.

## Discografie
- Family Portrait met John Stubblefield, Edward Simon, Cecil McBee, Don Alias, Jumma Santos (AudioQuest)
- Eeeyyess! met Seamus Blake, Terell Stafford, Stephen Scott, Ed Howard (Enja)
- Know It Today, Know It Tomorrow met Eddie Henderson, Edward Simon, Christian McBride, Seamus Blake (Red Records)
- Three Way Conversations met Seamus Blake, Steve Wilson, Terell Stafford (Red Records)

- Bibliothèque nationale de France: cb139308615 (data)
- Gemeinsame Normdatei: 134444493
- International Standard Name Identifier: 0000 0000 8415 6459
- Library of Congress Control Number: n85014437
- MusicBrainz: 2b731eb2-402d-4235-b629-7ba36f440ad4
- Nationale Bibliotheek van Tsjechië: xx0172726
- SNAC: w6fx904c
- Système universitaire de documentation: 136490638
- Virtual International Authority File: 300635689